# Domitia Lucilla
Calvisia Domitia Lucilla také známá jako Domitia Lucilla Minor či Domitia Calvilla (? - 155/161?) byla římská aristokratka a matka římského císaře Marka Aurelia, který je známý jako filozof na trůně a představitel stoicismu.

## Život
Lucilla byla dcerou Domitie Lucilly starší a patricije Publia Calvisia Tulluse Rusa. Lucillin otec byl římský konzul v roce 109, přičemž datum jeho druhého konzulátu není známo. Lucilla prostřednictvím své matky zdědila velké jmění, které zahrnovalo továrnu na dlaždice a cihly poblíž Říma, blízko řeky Tibery. Továrna poskytovala cihly některým z nejznámějších římských památek včetně Kolosea, Pantheonu a Trajánova fóra, také vyvážela cihly do Francie, Španělska, severní Afriky a celého Středomoří. Továrna nebo její část byla objevena nedaleko obce Bomarzo, 40 mil severně od Říma.
Později se provdala za Marca Anniuse Vera, praetora, který pocházel z bohaté senátorské rodiny. Verusina sestra Faustina byla římská císařovna, manželka římského císaře Antonia Pia, přičemž byl také synovcem římské císařovny Vibie Sabiny. Jeho babičkou z matčiny strany byla Salonia Matidia, neteř římského císaře Trajana. Lucilla v manželství s Verusem měla dvě děti, syna, budoucího římského císaře Marka Aurelia a dceru Anniu Cornificia Faustina.
Po smrti jejího manžela v roce 124 vychovávala děti sama a tak je adoptoval je její tchán. Marcus Aurelius se později stal dědicem továrny na dlaždice a cihly. V Lucillově domácnosti se vzdělával i budoucí římský císař Didius Iulianus a díky její podpoře mohl nastartovat svou právnickou kariéru. Domitia Lucilla byla římská aristokratka značného bohatství a vlivu. Marcus Aurelius ji ve svých meditacích popisuje jako „zbožnou a velkorysou“ osobu, která žila jednoduchým životem. Poslední roky života strávila se svým synem v Římě.